# El secreto (película de 1974)
El secreto es una película franco-italiana dirigida en 1974 por Robert Enrico.
Este thriller psicológico está basado en la novela Le Compagnon indésirable de Francis Ryck. Con las actuaciones destacadas de Jean-Louis Trintignant en el papel de David, Philippe Noiret en el de Thomas y Marlène Jobert como Julie, acompañados por una banda sonora de Ennio Morricone, es una película llena de suspense que planta la duda en el espectador hasta el último minuto.

## Sinopsis
David es un hombre que vio algo que nunca debería haber visto. Por eso está bajo tortura con una mordaza en la boca mientras sobre su frente cae una gota de agua tras otra. Él logra escapar deshaciéndose de uno de sus guardianes, pero sabe que va a ser perseguido como un animal salvaje, hasta que le den caza y le maten. En su huida llega hasta una casa aislada en las montañas, donde vive Thomas un escritor y su esposa Julie. A pesar de que Julie está recelosa, Thomas le ofrece cobijo durante algunos días y el fugitivo acepta a regañadientes. Cuando ya tienen algo de confianza David les revela que ha descubierto un secreto de estado que va a poner todas sus vidas en peligro. Estos no le creen en un principio, pero la radio difunde un mensaje especial avisando que un loco paranoico se ha escapado rencientemente de un hospital psiquiátrico. Si ese loco es David, puede matarlos. Pero si ha dicho la verdad, también serán perseguidos. No hay salida, el miedo se apodera de ellos.